# クルナ管区
クルナ管区 (クルナかんく、ベンガル語: খুলনা বিভাগ, Khulnā bibhāg) はバングラデシュの管区の一つ。ラジシャヒ管区、ダッカ管区、ボリシャル管区と接し、西にはインド西ベンガル州との国境が広がる。

## 地理
ガンジス川が管区北部を流れる他、マグマイト川、ボイロブ川、コポトッコ川が管区内を流れる。

## 歴史
クルナ管区周辺では12世紀ごろからイスラーム化が始まり13世紀頃にイスラーム系の王朝が成立。時代は下ってムガル帝国を経て18世紀までイスラーム国家が存続した。これらのイスラーム王朝時代に建てられたモスクの一部はバゲルハット郊外で見ることが出来る。

## 隣接行政区画
- 西ベンガル州
- ラジシャヒ管区
- ダッカ管区
- バリサル管区

## 行政区画
1. バゲルハット県
2. チュアダンガ県
3. ジョソール県
4. ジェナイダ県
5. クルナ県
6. クスティア県
7. マグラ県（英語版）
8. メヘルプール県（英語版）
9. ノライル県（英語版）
10. シャトキラ県（英語版）

## 経済
クルナ管区は別名シルポ・ノゴル（工業都市程度の意味）とも呼ばれる。これはバングラデシュが東パキスタンであった時代にクルナ管区がジュート（黄麻から作られる繊維製品）工業の中心地として国内唯一ともいわれた外貨獲得を行っていたからである。クルナの近郊にあるカリシュプールではジュートを作る水車が数多くあり、重工業も発達している。また、国内で唯一の造船所もクルナにある。他には国内最大のマングローブ林でありユネスコの世界遺産（自然遺産）に登録されたシュンドルボンなども存在する。モングラにある国内2番目の規模を誇る海港はクルナ管区全体を発展させる役割を果たしている。
一人あたりの教育率は国内でも最高であり、クルナにはクルナ大学をはじめとする高等教育機関が多数あり、学生に政治活動の自由が認められている。一般公開された図書館や最新技術を誇る病院などがあり、これらは公共機関や個人の投資家などによって経営されている。